# ناتاليا فيكليانتسيفا
ناتاليا فيكليانتسيفا (بالروسية: Наталья Константиновна Вихлянцева) (مواليد 16 فبراير 1997 في فولغوغراد)، هي لاعبة كرة مضرب روسية تلعب باليد اليمنى وتحتل حالياً المرتبة رقم. 70 (8 مايو 2017) في تصنيف رابطة محترفات كرة المضرب. أعلى تصنيف لها في الفردي كان المركز الـ 70 في سنة 2017. أعلى تصنيف لها في الزوجي كان المركز الـ 279 في سنة 2016.

## روابط خارجية
- ناتاليا فيكليانتسيفا على موقع رابطة محترفات التنس (الإنجليزية)
- ناتاليا فيكليانتسيفا على موقع الاتحاد الدولي لكرة المضرب (الإنجليزية)
- ناتاليا فيكليانتسيفا على موقع كأس بيلي جين كينغ (الإنجليزية)
- ناتاليا فيكليانتسيفا على موقع خلاصة التنس.كوم (الإنجليزية)
- ناتاليا فيكليانتسيفا على موقع إي إس بي إن.كوم (الإنجليزية)